# Боде, Вероника Николаевна
Боде́ Верони́ка Никола́евна (род. 28 июля 1961, Москва) — российский писатель и журналист.

## Биография
Родилась 28 июля 1961 в Москве. Мать, Валерия Николаевна Епифанская-Казюк — филолог, ответственный секретарь журнала «Филологические науки».
В 1983 году Вероника окончила филологический факультет МГУ по специальности «филолог-испанист». В 1980-е годы работала редактором в ВО «Внешторгиздат». С 1990 года занялась журналистикой.
В 1996—1997 годах жила в США. Американские путешествия легли в основу первой книги прозы «Берега те и эти».
С 2013 года большую часть года проводит в Индии, в Гоа. Занимается йогой, интересуется восточной философией. Увлекается фотографией; публиковала фото своих путешествий на сайте «Радио Свобода».

## Творчество

### Журналистика
В 1990—1994 годах — заместитель главного редактора газеты «Гуманитарный фонд» Гуманитарного фонда имени Пушкина. Придя в газету летом 1990 года, занималась её раскруткой с нуля, писала статьи, занималась подбором авторов и персонала. Газета была посвящена культуре позднесоветского и российского андеграунда, по большей части литературного, открывала много новых авторских имён.
В 1994—1995 годах — один из трех соредакторов «Новой литературной газеты».
С 1994 по 2012 год сотрудничала с «Радио Свобода». В разные годы: автор литературных и музыкальных программ, ведущая воскресного цикла «Свободный день», автомобильной программы «Время за рулём», социологической — «Общественное мнение».
Публицистические статьи в журналах «Синтаксис» (Париж), «Неприкосновенный запас», «Огонёк», «Столица», «Литературное обозрение», в газетах «Новое русское слово» (Нью-Йорк), «The Moscow Tribune», «Вечерний клуб» и других изданиях.